# Ellipteroides (Progonomyia) forceps
Ellipteroides (Progonomyia) forceps is een tweevleugelige uit de familie steltmuggen (Limoniidae). De soort komt voor in het Neotropisch gebied.